# دولياني
دولياني (بالإنجليزية: Dogliani)‏ هي مدينة من مدن إيطاليا. يبلغ عدد سكانها 4796 نسمة وذلك حسب إحصائيات سنة 2008. يبلغ ارتفاع المدينة عن سطح البحر قرابة 300 متر. تبلغ مساحتها 35.9 كم².

## السكان
في سنة 1861 بلغ عدد السكان 4٬823 نسمة، وتطور العدد ليصل في سنة 2011 لـ 4٬805 نسمة.
يظهر هذا المخطط البياني تطور النمو السكاني لـ دولياني

## أعلام
- ميشيل فيريرو
- جياني غالو
- لويجي إيناودي